# Theodor Harster
Karl Theodor Harster (* 13. April 1876 in Speyer; † 1. November 1914 in Wytschaete in Flandern) war ein deutscher Jurist und Polizeibeamter der Bayerischen und Württembergischen Landespolizei.

## Leben
Bekannt wurde er vor allem als Praktiker des Fingerabdruckverfahrens, über das er einige Schriften verfasste. 1909 baute er im Königreich Bayern den Landeserkennungsdienst mit auf; die württembergische Regierung berief ihn im April 1914 in den Landesdienst. Der Württembergische Erkennungsdienst umfasste durch eine gemeinsame Verfügung der Kaiserlichen Ministerien der Justiz und des Innern vom 11. Mai 1914 einen Sonderparagraphen nach dem „von allen Zigeunern und nach Zigeunerart umherziehenden Personen ohne Rücksicht auf die Strafmündigkeit“ Fingerabdrücke zu nehmen seien.
Harster war auch 1911 bei der deutschen „Zigeunerkonferenz“ in München anwesend, bei der er das Fingerabdruckverfahren vorstellte.
Harster meldete sich zu Beginn des Ersten Weltkriegs als Freiwilliger. Als Oberleutnant der Landwehr und Kompanieführer im 17. Reserve-Infanterie-Regiment der Bayerischen Armee fiel er gleich in der Anfangsphase des Krieges, am 1. November 1914 bei Wijtschate (Wytschaete) in Flandern, Belgien (Erste Flandernschlacht oder Ypernschlacht). Sein Grab befindet sich auf dem Soldatenfriedhof Langemark.
Theodor Harster war der Vater von Wilhelm Harster.

## Straßenbenennung
Die Dr.-Harster-Straße in Kelheim wurde nach Theodor Harster benannt. Die Verwechslungsgefahr mit seinem ebenfalls promovierten Sohn Wilhelm, einem verurteilten Kriegsverbrecher, war in den Augen der Stadtverwaltung lange Zeit kein Problem. Im Jahre 2015 kam es in der Öffentlichkeit zum wiederholten Mal zu Diskussionen, ob die Straße umbenannt werden solle oder nicht. Ende April 2015 entschied der Kelheimer Stadtrat, den Namen der Straße beizubehalten. Allerdings soll ein Zusatzschild angebracht werden, das die Verdienste von Theodor Harster hervorhebt, um Verwechslungen zu vermeiden. Der Stadtrat distanzierte sich dabei ausdrücklich von Wilhelm Harsters Verbrechen.

## Schriften
- Das Strafrecht der freien Reichsstadt Speier in Theorie und Praxis. Untersuchungen zur deutschen Staats- und Rechtsgeschichte. Breslau 1900.
- mit Josef Cassimir: Kommentar zum Bayerischen Wassergesetz vom 23. März 1907. München 1908.
- Der Erkennungsdienst der Kgl Polizeidirektion München. AK 40 (1911).
- Die allgemeine Einführung des Fingerabdruckverfahrens im Königreich Bayern. AK 43 (1911).
- Dreieinhalb Jahre Fingerabdruckverfahren in Bayern. AK 51 (1913).
- Der Erkennungsdienst der Polizeidirektion München im neuen Heim. AK 58 (1914).